# El Alto (Veraguas)
El Alto es un corregimiento del distrito de Santa Fe en la provincia de Veraguas, República de Panamá. La localidad tiene 1.318 habitantes (2010).

## Economía
En la comunidad realizan actividades de ganadería, agricultura, pesca.Dentro de los productos que siembran están porotos, maíz, ñame, yuca, café, naranja, ñampi,arroz, frijoles, guandu, plátano, guineos.
Además  confeccionan hortalizas en casas. De esta manera salen a vender al pueblo  y para la Feria artesanal, agrícola de Santa fe realizada a finales de enero.
Algunas personas se dedican a confeccionar motetes, bateas, pilones, sombreros para venderlos y así generar ingresos a sus familias.

## Festividades
En la comunidad rinden honor a San Sebastián, siendo el 20 de enero las fiestas patronales celebrada en la iglesia de El Alto.
En dicha actividad realizan novenas, procesión, ventas de comidas y eucaristía .